# Aliona Lanskaia
Aliona Lanskaia (născută la 7 septembrie 1985 în Moghilău, Belarus) este o cântăreață din Belarus. Aliona Lanskaia a câștigat Slavianski Bazaar Contest în Vitebsk. Aliona va reprezenta Belarusul la Concursul Muzical Eurovision 2013 din Malmö.

## Istoric
Ea a încercat și în 2011 să poată participa și reprezenta țara în Concursul Muzical Eurovision 2012, însă nu a avut succes cu melodia All My Life. Deși a reușit să intre în finală, și chiar să o câștige, în urma unor cercetări făcute de președinta bielorusă, a rezultat că voturile au fost aranjate. Astfel ea a fost înlocuită de Litesound (ei au luat locul 2 în finala Euroforest).
După descalificarea din 2012, Aliona a revenit și în Euroforest 2013, reușind să câștige cu melodia Rhythm of Love compusă de Leonid Șirin, Yuri Vașciuk și A. Șirin, reușind să primească maximul de puncte din partea juriului și din partea televotingului.